# Algoz
Algoz is een plaats in de Portugese gemeente Silves. De plaats ligt in de provincie Algarve. In 2013 fuseerde Algoz met Tunes.